# Fritz Wiesel
Fritz Samuel Wiesel, född 19 augusti 1886 i Nöbbele församling, Kronobergs län, död 20 september 1972 i Lidingö församling, Stockholms län var en svensk psykiater. Han var far till  Torsten Wiesel och Frits-Axel Wiesel och svärson  till Axel B. Svensson
Wiesel blev farmacie kandidat 1909, medicine kandidat vid Lunds universitet 1913 och medicine licentiat vid Karolinska Institutet i Stockholm 1918. Han var amanuens i anatomi 1911–12, amanuens och extra läkare vid Stockholms hospital (Konradsberg) 1916 och 1917, innehade provinsialläkarförordnanden 1918 och 1919, var underläkare vid Långbro sjukhus 1919–22, hospitalsläkare av andra klassen vid Uppsala hospital 1922–25, av första klassen vid Lunds hospital 1925–27 och överläkare vid Långbro sjukhus 1928–32.
Wiesel, som var ledamot av byggnadskommittén för Beckomberga sjukhus 1929–37, var styresman och överläkare vid detta sjukhus 1932–53 och för Håga sjukhus 1953–55. Han var sekreterare i Stockholms sjukhusläkarförening 1930–40, ledamot av styrelsen för statens tvångsarbetsanstalt i Svartsjö 1939, ordförande i Svenska psykiatriska föreningen 1939–42 samt suppleant i sinnessjuknämnden 1942 och ledamot där 1945–55. Wiesel utgav vetenskapliga skrifter, särskilt rörande den progressiva paralysen.